# Tipula (Pterelachisus) vermiculata
Tipula (Pterelachisus) vermiculata is een tweevleugelige uit de familie langpootmuggen (Tipulidae). De soort komt voor in het Palearctisch gebied.